# M2-9
Minkowski 2-9, abreviada M2-9 és una nebulosa planetària descoberta per Rudolph Minkowski l'any 1947. S'ubica a aproximadament 2.100 anys llum de la Terra en direcció a la constel·lació del Serpentari. La nebulosa bipolar pren la forma peculiar de dos lòbuls de pols estel·lar que emana d'una estrella central.
El component principal de la binària central és el nucli calent d'una nana blanca que arribà al final del seu cicle de vida i expulsà la major part de les seves capes exteriors per a després convertir-se en una gegant vermella que ara s'està contraient com una nana blanca. Es creu que al principi de la seva vida, va ser una estrella similar al nostre Sol.
La nebulosa s'ha anat inflant dramàticament a causa del vent estel·lar que bufa en el disc que l'envolta i infla les ales, donant-les forma d'un gran rellotge de sorra. Es creu que la capa exterior té només 1.200 anys.